# Larkspur
Larkspur ist eine Stadt in Marin County im US-Bundesstaat Kalifornien mit 13.064 Einwohnern (Stand: 2020). Die geographischen Koordinaten sind: 37,94° Nord, 122,53° West. Das Stadtgebiet hat eine Größe von 8,5 km².

## Verkehr
Larkspur ist durch eine Fähre mit San Francisco verbunden. Die Fähre verkehrt 16-mal täglich in beide Richtungen und benötigt ca. 30 Minuten. Von Larkspur verkehren in nördliche Richtung die Züge des Sonoma-Marin Area Rail Transit über Santa Rosa und den Flughafen Sonoma County nach Windsor. 